# Кингстон Парк
Кингстон Парк, који се налази у Њукаслу, граду у Енглеској, је рагби стадион на коме игра премијерлигаш Њукасл. Овај стадион користи и рагби лига тим Њукасл Тандер. Кингстон Парк има капацитет од 10.200 седећих места.